# 時代鄰里
時代鄰里控股有限公司（港交所：9928）成立於1998年，是地產商時代中國旗下從事物業管理服務的公司，主要業務為在中國大陸提供物業管理及相關的物業綜合服務。
2019年12月，時代鄰里在香港進行公開招股，招股價介乎4.23元至5.8港元。時代鄰里招股價最終訂在5.15港元，集資7.9億港元。

## 收購
2019年，時代鄰里分別收購購廣州東康物業服務有限公司、清遠市榮泰物業管理有限公司及佛山市南海區宜信物業管理有限公司。
2020年3月，時代鄰里以3272萬元收購广州浩晴物业。
2020年5月，時代鄰里以1487萬元收購廣州市耀城物業管理有限公司100%股權。
2020年6月，時代鄰里以2.34億收購徐州盟睦企業管理有限公司，徐州盟睦企業管理有限公司持有上海科箭物業51%股權。
2020年12月，時代鄰里以2.97億收購成都合達聯行科技有限公司49%股權。

## 外部連結
- 時代鄰里 （页面存档备份，存于）